# John Jewkes
John Jewkes (1902-1988) est un économiste britannique.

## Biographie
Son principal ouvrage, Ordeal by Planning, date de 1946; Il y défend la thèse selon laquelle le planisme mis en place pendant la seconde guerre mondiale ne peut conduire, si le Royaume-Uni le poursuit, qu'à la pauvreté pour tous. Sa thèse est assez proche de celle développée un an plus tôt par Friedrich Hayek dans La Route de la servitude, mais plus poussée.
Proche de l'ordolibéralisme, il a écrit la préface d'un ouvrage de Walter Eucken.
Il a présidé la Société du Mont-Pèlerin de 1962 à 1964, succédant à Wilhelm Röpke.
Universitaire, il a enseigné l'économie au Merton College à Oxford, à l'Université de Manchester de 1949 à 1969 et à l'université de Buckingham. Une bourse y porte désormais son nom, le Jewkes Price.